# 二镓化五镁
二镓化五镁是一种金属间化合物，化学式为Mg5Ga2，是镁的镓化物之一。它可由镓和镁在保护气存在下反应制得。
它是一些化合物的晶体结构原型，属于Mg5Ga2结构的化合物有Tl2Mg5、Mn2Ge5、Cu5As2等。Na2Mg3Sn2和Na2Mg3Pb2属于Mg5Ga2修改结构。